# Шишли Меджидийкёй
Шишли Меджидийкёй (тур. Şişli-Mecidiyeköy)— станция Стамбульского метрополитена.Со станции возможен переход по надземному переходу на станцию метробуса «Меджидийкой».
Расположена на Линии 2 между станциями Османбей и Гайреттепе.
Станция открыта 16 сентября 2000 года в составе участка Таксим-Левент.
Рядом со станцией находится один из крупнейших торговых центров Стамбула «Джевахир», а также греческое православное кладбище.

## Конструкция
Колонная станция мелкого заложения с островным типом платформы.

## Галерея

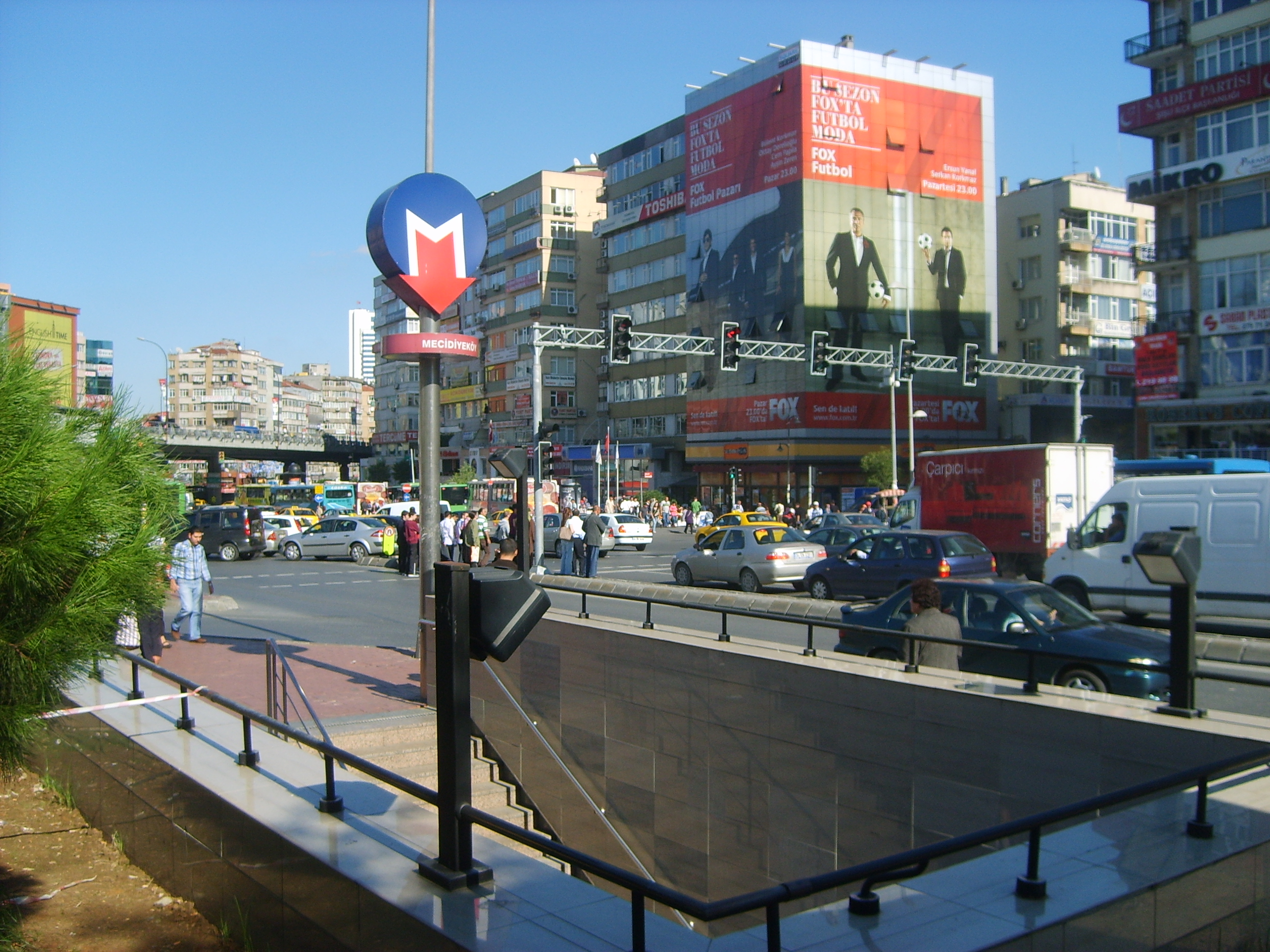
Южный вход на станцию.
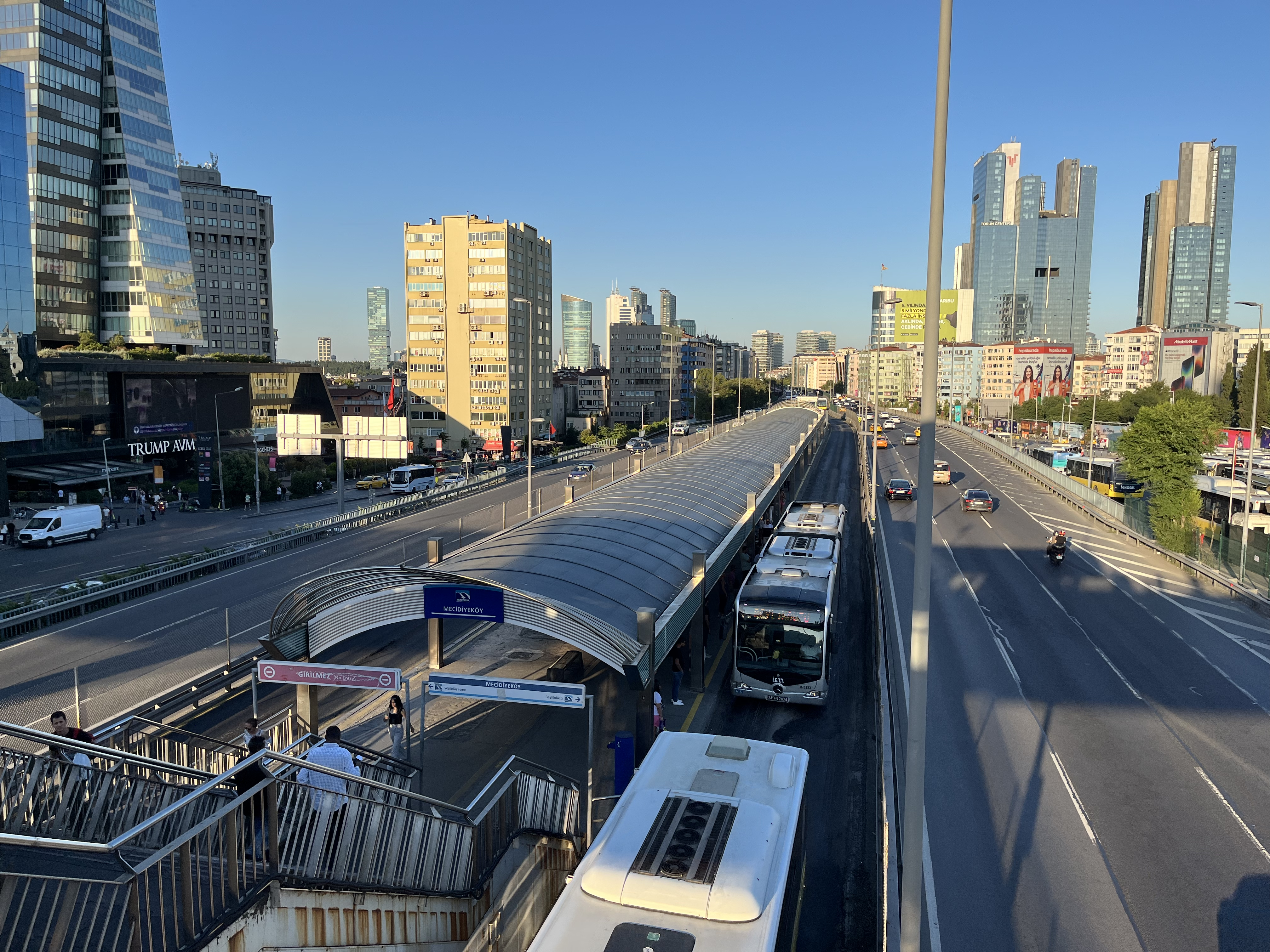
Со станции возможен переход по надземному переходу на станцию Меджидийкёй метробуса.